# Auguste Boyer
Pour les articles homonymes, voir Boyer.
Auguste Boyer, né le 4 mai 1914 et mort en 1995, est un ancien garde du camp des Milles, une ancienne usine de briques et de tuiles transformée en camp de déportation durant la Seconde Guerre mondiale, connu pour avoir sauvé des déportés. 

## Biographie
Auguste Boyer est garde au camp des Milles à partir du printemps de 1942. Au mois d'août de la même année, le camp est utilisé pour regrouper les personnes arrêtées avant d'être envoyés au camp de Drancy puis vers les camps de concentration. 
Alors que les autorités du camp établissent des listes de prisonniers à transférer à Drancy, Auguste Boyer décide de cacher les membres d'une famille juive ; la mère et ses trois enfants (le père étant à ce moment-là hospitalisé à Alès).
Sur son dos, il fait descendre les enfants un à un par le passage d'un monte-charge désaffecté qui débouche sur un tunnel sans issue. Durant la nuit, il parvient à ouvrir une brèche à travers le mur d'enceinte et conduit la famille à l'entrepôt de l'ancienne usine où elle reste cachée jusqu'à ce que tous les convois de déportés soient partis,.
Par la suite, durant une de ses patrouilles le long des barbelés du camp, il montre aux enfants comment s'échapper puis, avec la complicité de sa femme, recueille la famille chez lui avant qu'elle rejoigne le père à Alès.
Auguste Boyer et sa femme Marie-Jeanne Boyer (née Constant) sauvent au total 23 personnes de la déportation.
En septembre 1942, avec trois autres gardiens, Auguste Boyer est suspendu de ses fonctions. Il sera arrêté et torturé par la Gestapo, sans parler, avant d'être relâché.

## Distinctions et hommages
Le 2 décembre 1981, Auguste Boyer reçoit, avec sa femme, le titre de Juste parmi les nations.
Une école élémentaire à Aix-en-Provence porte son nom,.